# سیمان (فیلم)
«سیمان» (انگلیسی: Cement (film)) فیلمی در ژانر نئو نوآر، جنایی، و درام به کارگردانی ادریان کیوان پاسدار است که در سال ۲۰۰۰ منتشر شد. از بازیگران آن می‌توان به کریس پن، جفری رایت، شریلین فن، هنری چرنی، و تیتوس ولیور اشاره کرد.